# Liste der Biografien/Jaq
Liste der Biografien |
Portal Biografien |
Personensuche
# |
A |
B |
C |
D |
E |
F |
G |
H |
I |
J |
K |
L |
M |
N |
O |
P |
Q |
R |
S |
T |
U |
V |
W |
X |
Y |
Z |
?
 
Ja |
Jb |
Jd |
Je |
Jh |
Ji |
Jj |
Jl |
Jn |
Jm |
Jo |
Jp |
Jr |
Js |
Jt |
Ju |
Jv |
Jw |
Jy
 
Jaa |
Jab |
Jac |
Jad |
Jae |
Jaf |
Jag |
Jah |
Jai |
Jaj |
Jak |
Jal |
Jam |
Jan |
Jao |
Jap |
Jaq |
Jar |
Jas |
Jat |
Jau |
Jav |
Jaw |
Jax |
Jay |
Jaz

## Jaq
Die Liste der Biografien führt alle Personen auf, die in der deutschsprachigen Wikipedia einen Artikel haben. Dieses ist eine Teilliste mit 40 Einträgen von Personen, deren Namen mit den Buchstaben „Jaq“ beginnt.

### Jaqe
- Jaqebmu, altägyptischer Kleinkönig der Hyksos-Zeit
- Jaqee (* 1977), schwedisch-ugandische Sängerin

### Jaqo
- Jaqobher, altägyptischer König der 15. oder 16. Dynastie, Hyksos-Zeit

### Jaqu
- Jaqua, Nate (* 1981), amerikanischer Fußballspieler
- Jaquays, Jennell (1956–2024), US-amerikanische Computerspieledesignerin und Künstlerin
- Jaqubowa, Muhiba (* 1937), sowjetisch-tadschikische Pflanzenphysiologin und Hochschullehrerin
- Jaque, Pedro (* 1963), chilenischer Fußballspieler
- Jaque, Rhené (1918–2006), kanadische Komponistin
- Jaqueline, Patricia (* 2004), österreichische Künstlerin
- Jaquemar, Hans (1864–1953), österreichischer evangelischer Pfarrer
- Jaquemet, Simon (* 1978), Schweizer Filmregisseur, Drehbuchautor und Kameramann
- Jaquemot, Georges François Louis (1806–1880), schweizerischer Kupfer- und Stahlstecher sowie Zeichenlehrer
- Jaquemoth, Mirjam (* 1963), deutsche Sozialwissenschaftlerin
- Jaques, Charles, englischer Snookerspieler
- Jaques, Cristóvão (1480–1555), portugiesischer Seefahrer und Entdecker
- Jaques, Elliott (1917–2003), kanadischer Psychoanalytiker
- Jaques, Heinrich (1831–1894), österreichischer Jurist und Politiker
- Jaques, Heleen (* 1988), belgische Fußballspielerin
- Jaques, Hermann (* 1874), deutscher Schriftsteller und Jurist
- Jaques, Louisa (1901–1942), südafrikanisch-schweizerische Mystikerin
- Jaques, Thilo (* 1967), deutscher Komponist und Dirigent
- Jaques, Walther (1871–1950), deutscher Ministerialbeamter und Manager der Energieversorgungsindustrie
- Jaques-Dalcroze, Émile (1865–1950), Schweizer Komponist und MusikpädagogeÉmile Jaques-Dalcroze (1865–1950)

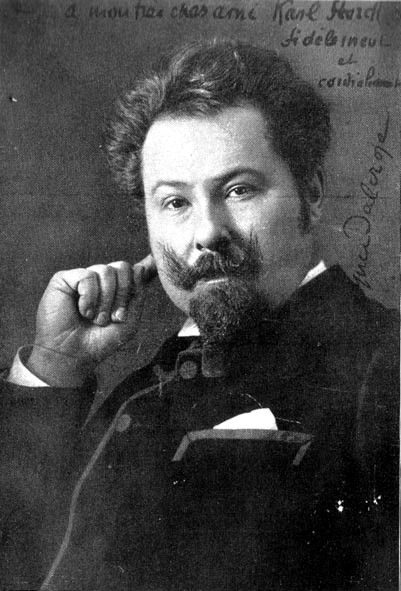
Émile Jaques-Dalcroze (1865–1950)

- Jaques-Wajeman, Brigitte (* 1946), Schweizer Schauspielerin und Regisseurin
- Jaquet, Alfred (1865–1937), Schweizer Pharmakologe
- Jaquet, Alice (1916–1990), Schweizer Malerin, Zeichnerin und Illustratorin
- Jaquet, Chantal (* 1956), französische Philosophin
- Jaquet, Dominic (1843–1931), römisch-katholischer Bischof von Iași
- Jaquet, Edmond (1891–1979), Schweizer Politiker (LPS)
- Jaquet, Françoise (* 1957), Schweizer Mikrobiologin und Sportfunktionärin des Schweizer Alpen-Clubs (SAC)
- Jaquet, Gilles (* 1974), Schweizer Snowboarder
- Jaquet, Joseph (1822–1900), Schweizer Politiker
- Jaquet, Monique, Schweizer Tischtennisspielerin
- Jaquet, Sabrina (* 1987), Schweizer Badmintonspielerin
- Jaquet-Berger, Christiane (* 1937), Schweizer Politikerin (PdA)
- Jaquet-Droz, Pierre (1721–1790), Schweizer Uhrmacher
- Jaquet-Langlais, Marie-Louise (* 1943), französische Organistin und Musikpädagogin
- Jaquez, Luca (* 2003), Schweizer Fussballspieler
- Jaquier, Carmen (* 1985), Schweizer Filmregisseurin und -autorin
- Jaquotot, Marie-Victoire (1772–1855), französische Malerin